# Tahnoun Bin Mohammed Stadium

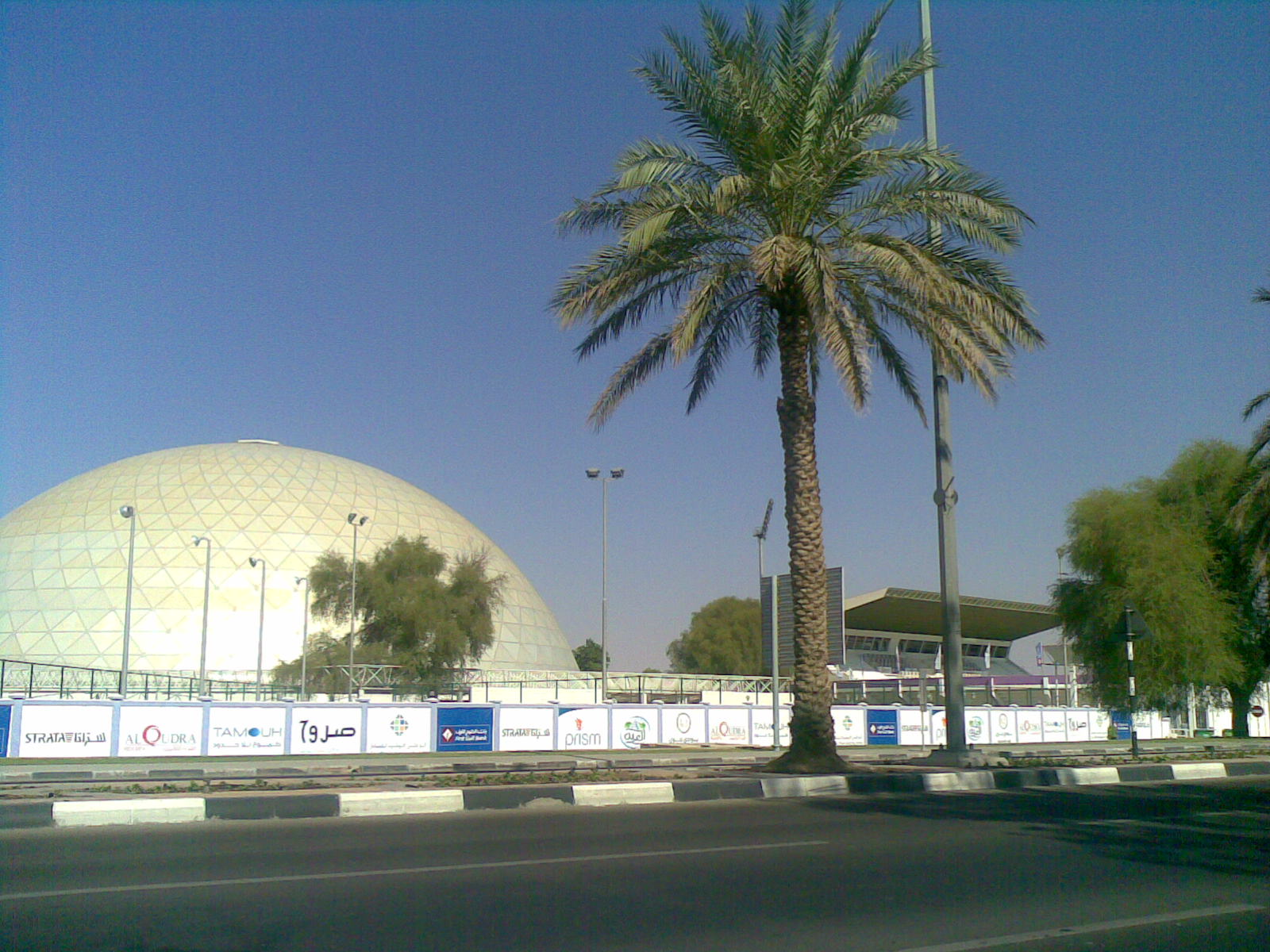
Tahnoun Bin Mohammed Stadium

Tahnoun Bin Mohammed Stadium – wielofunkcyjny stadion w Al-Ajn, w Zjednoczonych Emiratach Arabskich. Pojemność stadionu wynosi 10 000 widzów. Został otwarty w 1987 roku. Jest dawnym obiektem klubu Al-Ain FC, który później grał na Sheikh Khalifa International Stadium, a następnie przeniósł się na Hazza Bin Zayed Stadium. Na obiekcie rozegrano m.in. część spotkań Pucharu Azji 1996 oraz wszystkie spotkania Pucharu Zatoki Perskiej U-17 2009.